# Onychopterocheilus fausti
Onychopterocheilus fausti är en stekelart som först beskrevs av Moravitz 1873.  Onychopterocheilus fausti ingår i släktet Onychopterocheilus och familjen Eumenidae.

## Underarter
Arten delas in i följande underarter:
- O. f. aurantiopictus
- O. f. paravespoidess
- O. f. rubrocingulatus